# سیکورسکی اس-۵۲
سیکورسکی اس-۵۲ (به انگلیسی: Sikorsky S-52) یک هواگرد ساختِ کارخانهٔ سیکورسکی در کشور ایالات متحده آمریکا است. نخستین استفاده‌کننده ازذاین هواگرد، نیروی دریایی ایالات متحده آمریکا بوده‌است. این هواگرد برای نخستین بار در ۱۲ فوریه ۱۹۴۷ میلادی مورد استفاده قرار گرفت.